# Spoorlijn Cherbourg - Barfleur
De Spoorlijn Cherbourg - Barfleur was een Franse spoorlijn van Cherbourg naar Barfleur. De lijn was 31,4 km lang.

## Geschiedenis
De lijn werd geopend door de Compagnie des chemins de fer de la Manche op 9 juli 1911. In oktober 1950 werd de lijn gesloten en vervolgens opgebroken.

## Aansluitingen
In de volgende plaatsen is of was er een aansluiting op de volgende spoorlijnen:
Cherbourg
RFN 366 000, spoorlijn tussen Mantes-la-Jolie en Cherbourg
RFN 366 106, aansluiting Cherbourg-Maritime
RFN 366 536, raccordement maritime van Homet
Barfleur
lijn tussen Valognes en Montebourg en Saint-Vaast en Barfleur

## Galerij

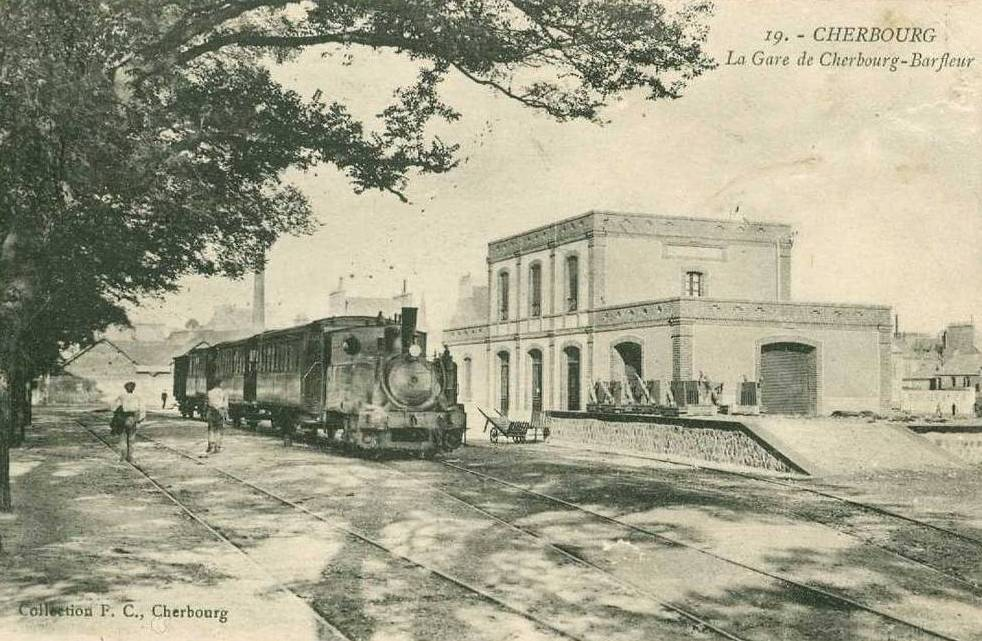
Station Cherbourg-Barfleur
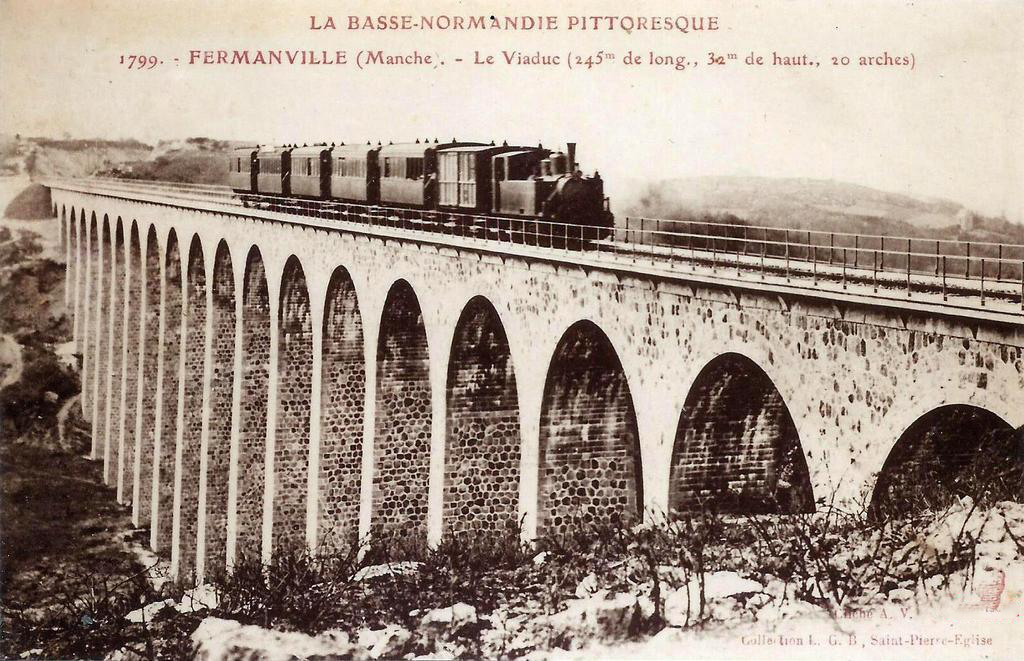
Viaduct van Fermanville in 1911
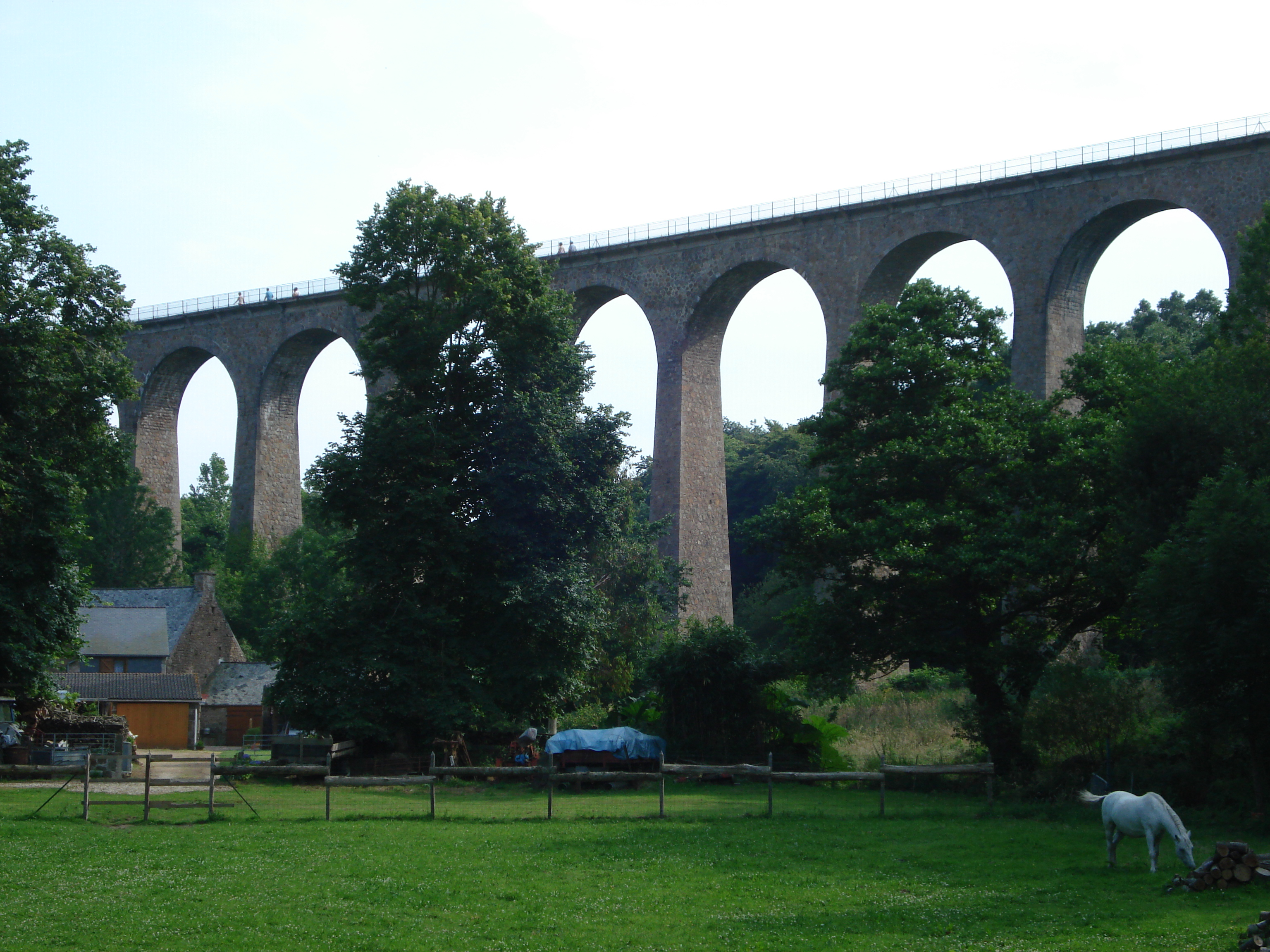
Viaduct van Fermanville in 2007